# Elisabet van Randenborgh

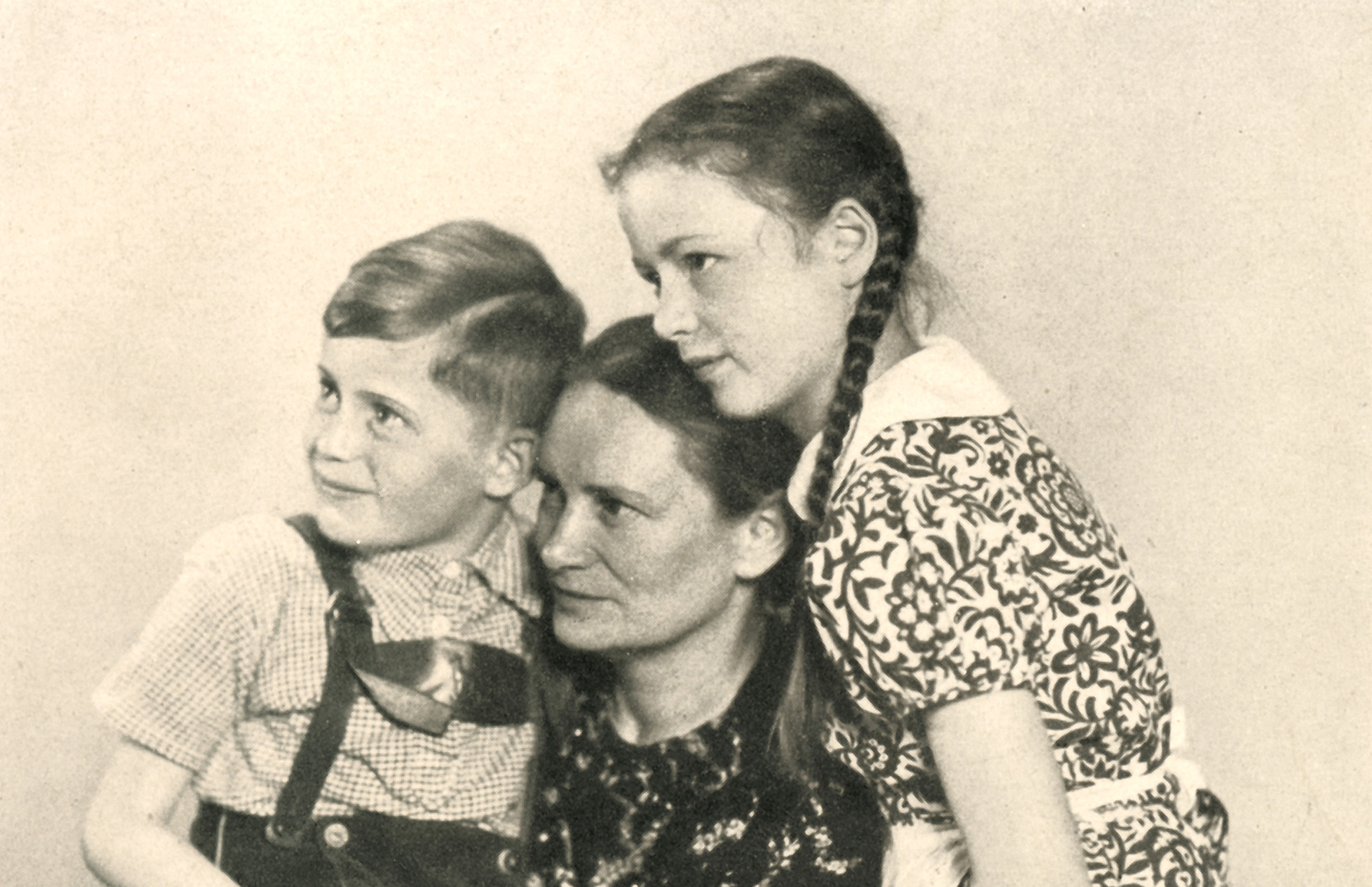
Elisabet van Randenborgh

Elisabet van Randenborgh (* 26. Dezember 1893 in Bielefeld als Elisabeth Luise Juliane Sophie Riemeier; † 25. Mai 1983 ebenda) war eine deutsche Schriftstellerin.

## Leben

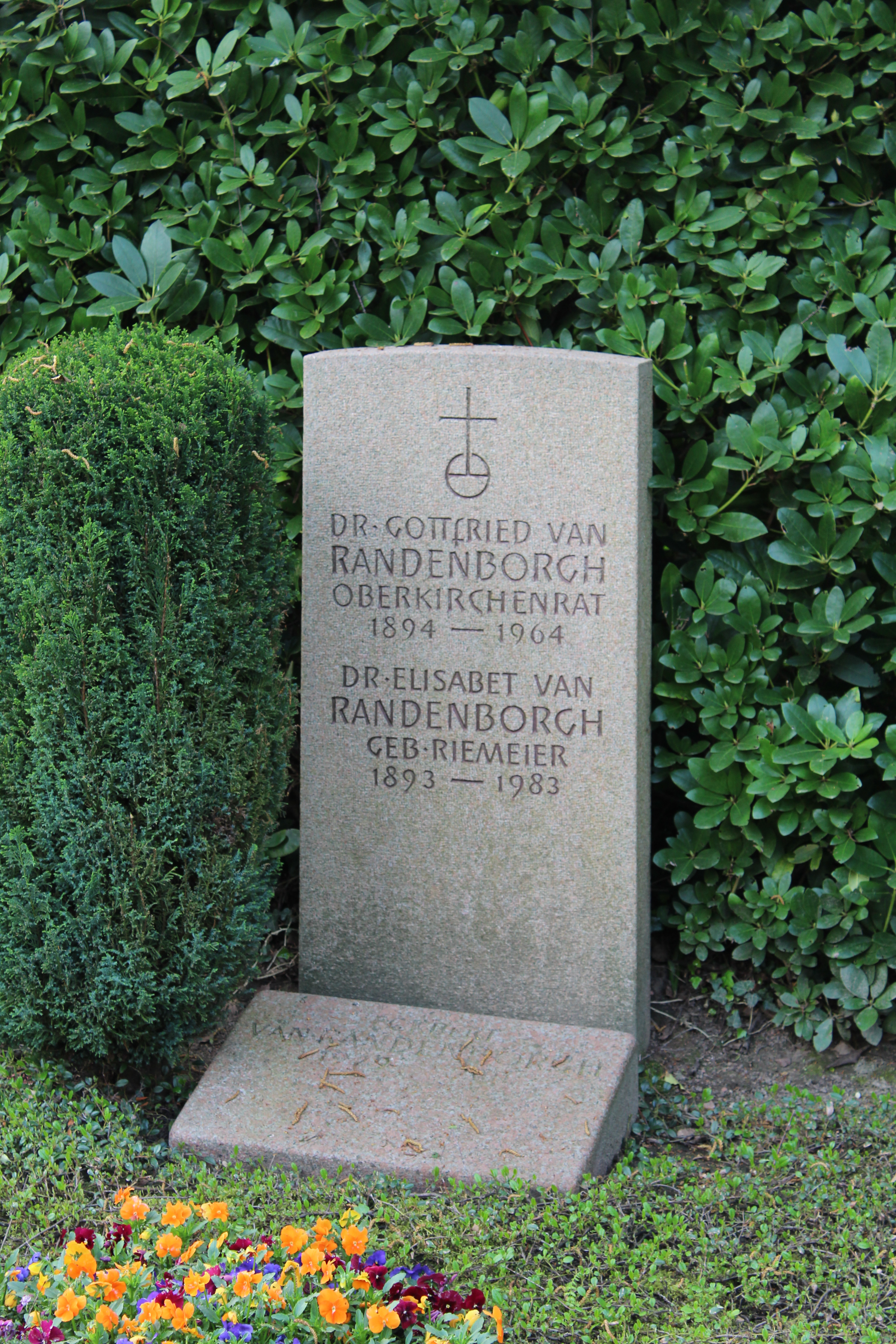
Grabstätte

Elisabet Riemeier war die Tochter eines Kaufmanns. Sie besuchte das Bielefelder Ceciliengymnasium, wo sie 1914 die Reifeprüfung ablegte. Anschließend studierte sie Philologie und Theologie an den Universitäten Bonn, Münster und München. 1919 promovierte sie an der Universität München mit einer religionsphilosophischen Arbeit zum Doktor der Philosophie und setzte danach ihr Studium an der Universität Göttingen fort. 1923 heiratete sie den Lic.theol. Gottfried van Randenborgh (* 24. September 1894; † 5. September 1964), der als evangelischer Pfarrer in Iserlohn wirkte und nach dem Krieg das Amt eines Oberkirchenrats in Bielefeld innehatte. Ab 1949 war die Familie in Bielefeld ansässig, wo Elisabet von Randenborgh bis zu ihrem Tode lebte. Sie ist auf dem Friedhof Schildesche begraben (Grabstätte Nr. 455, Abt. 10).
Die Stadt Bielefeld ehrte die Schriftstellerin 1990 mit dem „Van-Randenborgh-Weg“ in der Nähe des Kesselbrinks.
Elisabet van Randenborgh war Verfasserin von Romanen, Erzählungen und Theaterstücken, vorwiegend mit christlicher, teilweise auch autobiografischer Thematik; die Gesamtauflage ihrer Werke übertraf die Millionengrenze.

## Werke

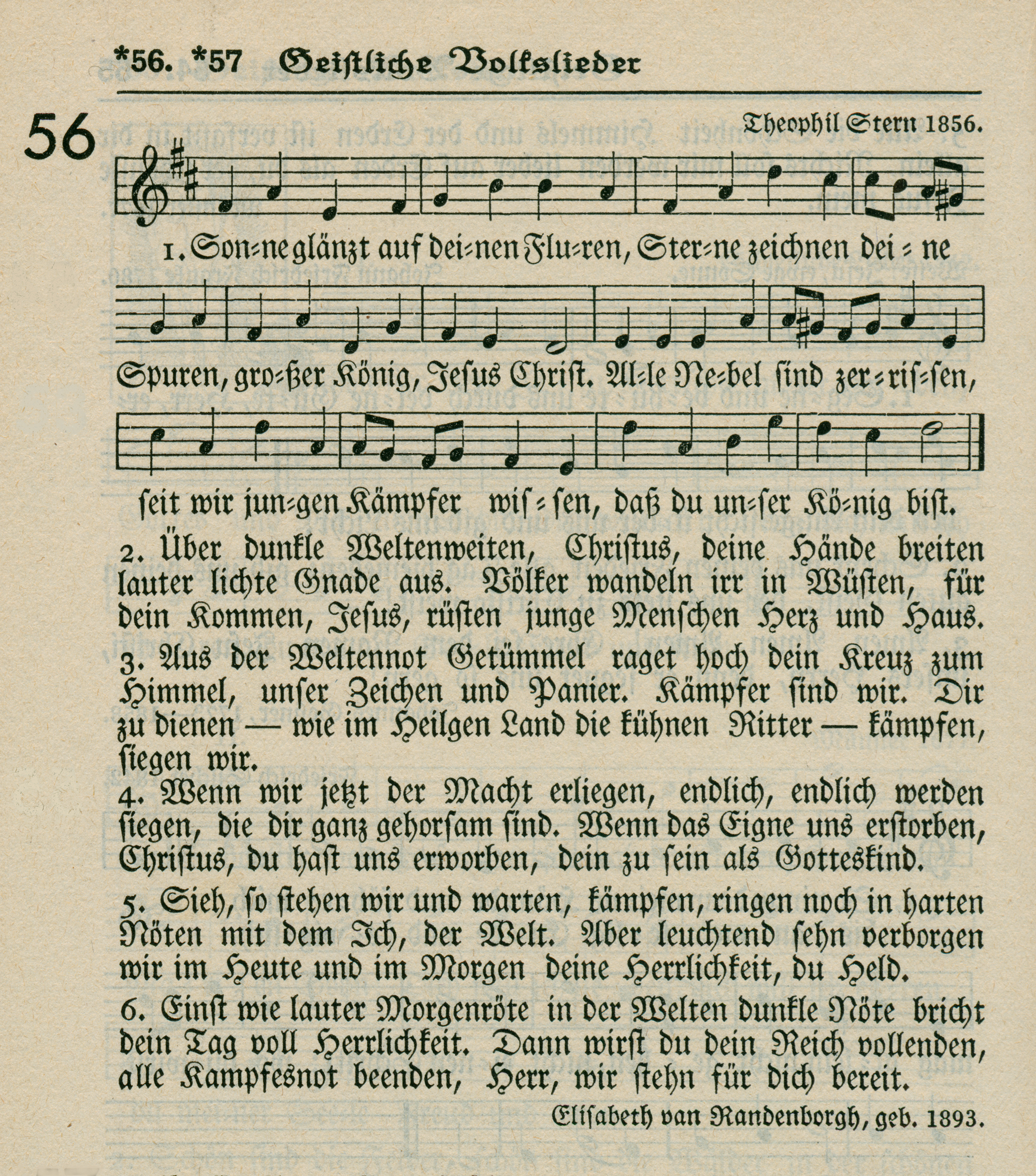
Randenborgh. Sonne glänzt auf deinen Fluren ...

- Die Theorie der religiösen Wertung bei J. St. Mill, James, F. A. Lange und Vaihinger. Dissertation. München 1919 (unter dem Namen Elisabet Riemeier).
- Alle die Schönheit. Freizeitbilder. Burckhardthaus-Verlag, Berlin-Dahlem 1921 (unter dem Namen Elisabet Riemeier).
- Ein Frauenbüchlein. Burckhardthaus-Verlag, Berlin-Dahlem 1921 (unter dem Namen Elisabet Riemeier).
- Frau Mondschein. Ein Freizeitspiel von Sonne, Mond u. Sternen. Burckhardthaus-Verlag, Berlin-Dahlem 1924.
- Die verschlossene Pforte. Ein Mysterienspiel. Burckhardthaus-Verlag, Berlin-Dahlem 1928.
- Wir warten dein. Ein bibl. Spiel von Frauennot u. Frauenleid zur Zeit Jesu (= Festbücherei der Frauenhilfe. Heft 11). Stiftungsverlag, Potsdam 1930.
- Neu ward mein Tagwerk. Weg u. Wandlg e. Frauenlebens. Furche-Verlag, Berlin 1933.
- Die harte Herrlichkeit. Roman. Furche-Verlag, Berlin 1934.
- Amries Vermächtnis. Erzählg. Furche-Verlag, Berlin 1935.
- Vom Beruf der deutschen evangelischen Pfarrfrau heute. Vortr., geh. bei e. Pfarrbräuteschulgstagg. Quell-Verlag, Stuttgart 1935.
- Einbruch in ein Paradies. Roman. Furche-Verlag, Berlin 1936.
- Johann Heinrich Volkening. Die Predigt seiner letzten Tage. Furche-Verlag, Berlin 1937.
- Justus und Regine. Eine Verlobungsgeschichte. Furche-Verlag, Berlin 1937.
- Von der Ordnung der Ehe. Ein Biblisches Studium über d. Bild d. Ehe im Alten Testament u. über d. Lehre v. d. Ehe im Neuen Testament (= Aus der Welt der Bibel. Band 17). Furche-Verlag, Berlin 1938 (zusammen mit Gottfried van Randenborgh).
- Die Frauen von Vislede. Roman. Furche-Verlag, Berlin 1939.
- Der neue junge Tag. Eine Jungmädchengeschichte. Furche-Verlag, Berlin 1941.
- Fürchtet euch nicht! Weihnachtserzählungen. Buchdienst-Verlag, Kreuztal 1948.
- Größer als unser Herz. Eine Jungmädchengeschichte. Müller, Wuppertal 1948.
- Dem Ruf gehorsam. Erzählungen. Buchdienst-Verlag, Kreuztal 1948.
- An deiner Krippe loben wir. 2 Weihnachtserzählungen. Burckhardthaus-Verlag, Berlin-Dahlem [u. a.] 1950.
- Im Schatten deines Angesichts. Lebensbild einer Frau aus der Zeit nach dem großen Kriege. Furche-Verlag, Hamburg [u. a.] 1950.
- Arme und Reiche begegnen einander. Die Geschichte einer Ehe. Evangelische Buchgemeinde, Stuttgart 1952.
- Der blinde Gefährte. Erzählung (= Bechaufs grüne Reihe. Band 4). Bechauf, Bielefeld 1953.
- Des Grasbauern Michl Heimkehr ins Landl (= Boten der Freude. Heft 5). Bielefeld 1953.
- Wenn Gott ruft. Erzählungen. Bechauf, Bielefeld 1953.
- Der Ehrenplatz. Verlags-Buchhandlung der Anstalt Bethel, Bethel bei Bielefeld 1954.
- Die Reise der Fürstin. Eine Erz. aus d. Leben d. Fürstin Adelheid Amalie von Gallitzin. Furche-Verlag, Hamburg 1954.
- ... wie der Morgen vom Abend. Verlags-Buchhandlung der Anstalt Bethel, Bethel bei Bielefeld 1955.
- Gebeugt zu deiner Spur. Furche-Verlag, Hamburg 1956.
- Heitere Begegnungen im Pfarrhaus. Furche-Verlag, Hamburg 1959.
- Anna Dorothee. Eine heiter-ernste Geschichte aus vergangenen Tagen. Furche-Verlag, Hamburg 1960.
- Laß die Jahre reden. Aus d. Geschichte e. Familie. R. Brockhaus, Wuppertal 1964.
- Wie Rauch aus allen Dächern. Großes u. Geringes aus d. Leben Johann Heinrich Volkenings. R. Brockhaus, Wuppertal 1966.
- Anna Margarete. Ravensberger u. andere Geschichten. R. Brockhaus, Wuppertal 1970.
- Der erste Schritt. Oncken-Verlag, Wuppertal 1971, ISBN 3-7893-0424-7.
- Geschlossen ist der Kreis. Roman. R. Brockhaus, Wuppertal 1972, ISBN 3-417-00397-0.
- Wachsende Ringe. Geschichte e. Kindheit. R. Brockhaus, Wuppertal 1978, ISBN 3-417-12617-7.

## Geistliches Volkslied
Elisabet van Randenborgh dichtete 1922 das Kirchenlied „Sonne glänzt auf deinen Fluren“, das unter Nummer 56 im Anhang „Geistliche Volkslieder“ in die rheinisch-westfälische Ausgabe des Deutschen Evangelischen Gesangbuches (DEG) aufgenommen wurde. In das 1969 eingeführte Evangelische Gesangbuch (EG) wurde es nicht übernommen.